# モンテヴェルディ・ハイスピード
ハイスピード（High Speed ）はスイスの自動車メーカーモンテヴェルディが製造した乗用車。4ドアセダンと2ドアクーペとオープンとリムジンがある。

## ハイスピード375
4ドアセダン。エンジンは7,206ccで圧縮比8.2。375PS/4,600rpm、64.0kgm/3,200rpm。トランスミッションはATのみ。ブレーキは前後ともディスク。最高速度は240km/h。価格は2100万円。

## ハイスピード375L
1969年発売。2ドアクーペ。エンジンはクライスラー製7,206cc。ブレーキは前後ともディスク。価格は2000万円。トランスミッションはATの他MTも選択できた。
1975年のデータでは圧縮比10.1。375PS/4,600rpm、66.4kgm/3,200rpm。最高速度は250km/hまたは260km/h。
1977年のデータでは圧縮比8.2。305hp/4,600rpm、62.1kgm/3,300rpm。最高速度は260km/h。

## ハイスピード375/4
4ドアセダン。エンジンはクライスラー製7,206ccで圧縮比8.2。305hp/4,600rpm、62.1kgm/3,300rpm。オプションで6,974cc、390hpのヘミエンジンを選択できた。ATのみ。

## ハイスピード375C
コンバーチブル。

## ハイスピードリムジン
4ドアリムジン。375Lからエンジン、シャシを流用したリムジン。エンジンはクライスラー製7,206ccで305hp/4,600rpm。オプションで6,974cc、390hp/5,000rpmのヘミエンジンを選択できた。ZF製パワーステアリング。最高速度は230km/hまたは250km/h。